# Воды Азербайджана

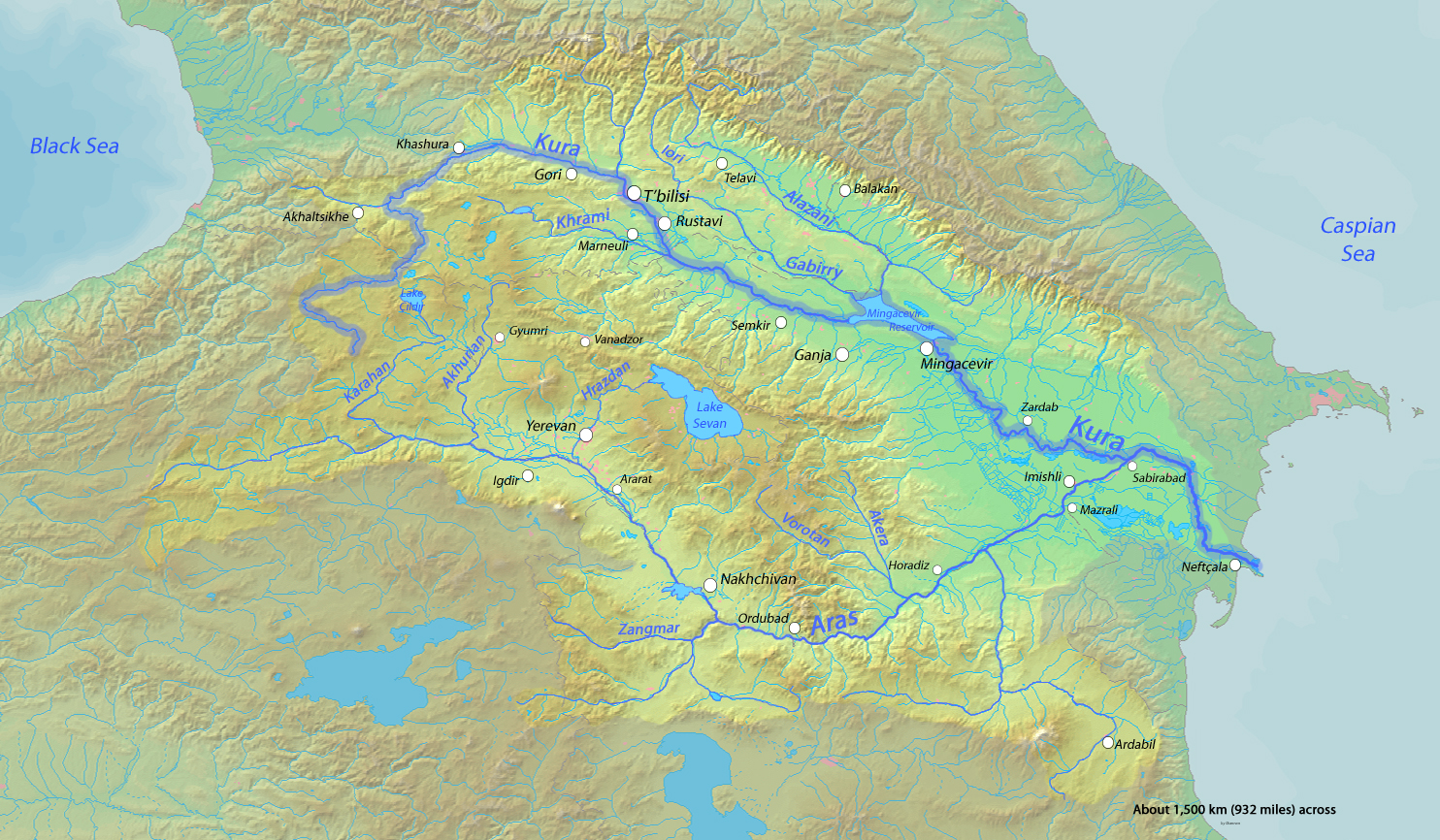
Карта Куры

Азербайджан — относительно богатая водными ресурсами страна. Здесь находится около 8400 рек, из которых 850 имеют длину не менее 10 км.
24 реки имеют длину свыше 100 км.
На территории Азербайджана имеются около 250 озёр с пресной и солёной водой, часть которых высыхает летом. Территория водной поверхности Азербайджана составляет 1,6 %.
На 2022 год запасы поверхностных вод Азербайджана оцениваются в 17 млрд м³, включая 10 млрд м³ дополнительных трансграничных вод.
В 1960-х — 1990-х годах запас поверхностных вод составлял 30 млрд м³. К 2022 году количество водных ресурсов уменьшилось на 43 %.
Количество подземных вод составляет 8 млрд м³.

## Водные ресурсы

### Каспийское море

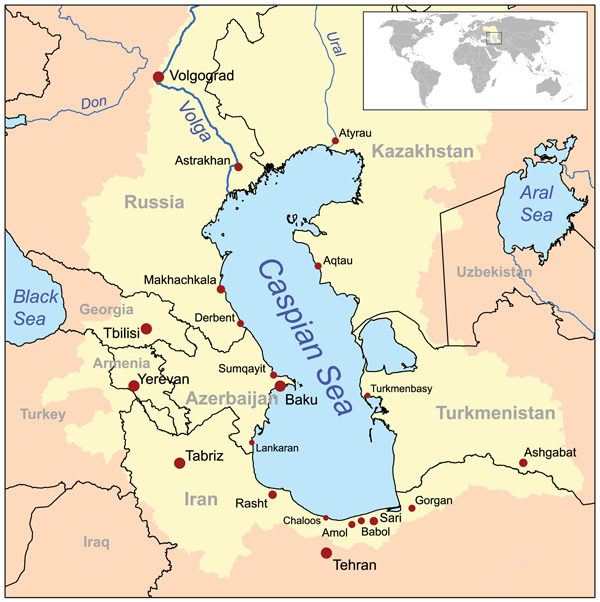
Бассейн каспийского моря

Каспийское море — самое крупное в мире бессточное озеро, уникально по физико-географическом показателям. Флора и фауна Каспия богата эндемическими видами. 90 % осетровых в мире, отличающихся своей древностью от других видов рыб, находятся в этом море.
Море расположено вдоль меридиана в форме латинской буквы S. Находится между 47° 17' восточной широты и 36° 33' западной долготы.
Протяженность Каспия с севера на юг составляет около 1200 км, средняя ширина — 310 (минимальная — 195, максимальная — 435 км).
Вследствие периодического изменения уровня Каспийского моря меняется уровень его поверхности (зеркало) и объём вод.
В настоящее время[когда?]  уровень моря ниже уровня океана на 26,75 м. На данной отметке уровня моря площадь его поверхности составляет 392 600 км², объём вод равен 78 648 км³, что составляет 44 % общих ресурсов озерных вод в мире. В этом плане максимальную глубину — 1025 метров, можно сравнить с Чёрным, Балтийским и Жёлтыми морями. Каспийское море глубже Адриатического, Эгейского, Тирренского и других морей.
Азербайджанская часть акватории охватывает среднюю и южную часть моря. По солёности Каспий значительно отличается от вод мирового океана. Соленость воды в северной части составляет 5-6, средней и южной частях 12,6-13,5 промилле. Из существующих в Азербайджане около 300 грязевых вулканов более 170 составляют островные и подводные вулканы в азербайджанском секторе Каспия. Особенно много их на южном Каспии.
Высота волн в азербайджанской части Каспия может достигать 4-х метров.
Разрабатывается проект по  опреснению морской воды Каспийского моря с целью использования для орошения. Проект осуществляется компанией из Саудовской Аравии ACWA Power совместно с Агентством водных ресурсов Азербайджана.

### Реки

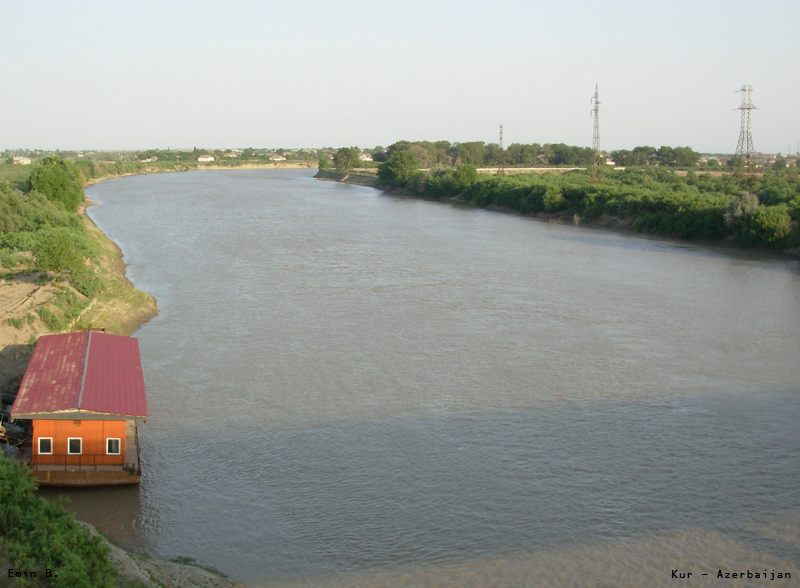
Река Кура (Кюр) в Азербайджане

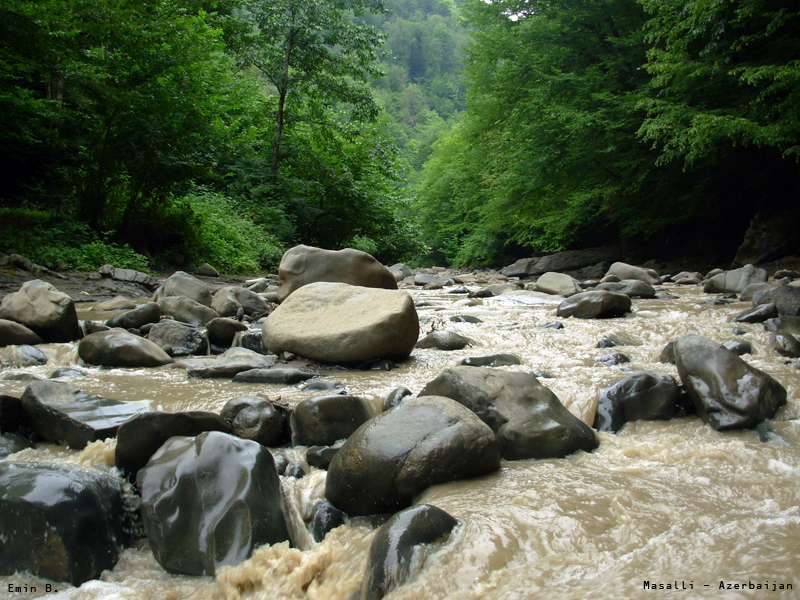
Горная река в Масаллинском районе

Территорию республики покрывает густая речная сеть. В Азербайджане имеются 8400 крупных и мелких рек. Из них 850 имеют длину более 10 км. Всего 24 реки имеют длину свыше 100 км.
Реки в Азербайджане делятся на три группы:
1. Реки, относящиеся к бассейну р. Куры (Ганых, Габырры, Турианчай, Акстафа, Шамхорчай, Тертер и др.)
2. Реки, относящиеся к бассейну реки Аракс (Арпа, Нахчыванчай, Охчу, Акера, Кёнделен и др.)
3. Реки, непосредственно впадающие в Каспийское море (Самур, Кудиалчай, Вельвеличай, Виляшчай, Ленкоранчай и др.).

Реки Кура и Аракс, самые крупные реки Кавказа, являются основными источниками орошения и гидроэнергии.
Река Кура берёт начало на северо-восточном склоне горы Гызылгядик, на участке максимальной возвышенности в 2740 метров. Кура протекает по территории Грузии, входит на территорию Азербайджана. Протекая по Кура-Араксинской низменности, впадает в Каспийское море. Общая протяжённость Куры — 1515 км, на территории Азербайджанской Республики её длина достигает 906 км. Площадь бассейна — 188 тысяч квадратных километров. На реке Кура были возведены Мингячевирское, Шамкирское и Еникендское водохранилища, плотины, гидроэлектростанции. По Верхне-Карабахскому и Верхне-Ширванскому каналам, проведённым из Мингячевирского водохранилища, орошаются земли Кура-Араксинской низменности. Кура имеет также судоходное значение.
Река Аракс берёт начало на территории Турции на Бингёльском хребте, близ города Сабирабада (село Суговушан) сливается с Курой. Её протяжённость составляет 1072 км, площадь бассейна — 102 тысячи квадратных километров.
Самур — самая крупная река на северо-востоке Азербайджана. Она берёт начало на территории Дагестана, на высоте 3600 метров и впадает в Каспийское море. Её протяжённость равна 216 км, площадь бассейна — 4,4 тысячи квадратных километров.
В Азербайджане множество горных рек, большинство из них питаются за счёт снега и дождей. Мелкие реки Балакянчай, Талачай, Катехчай, Кюрмюкчай, Кишчай и другие, русло которых начинается с Большого Кавказа, на Алазань-Айричайской долине соединяются с Алазанью и Айричаем.
Берущие начало с Малого Кавказа Агстафачай, Товузчай, Асрикчай, Зяйямчай, Шамкирчай, Гянджачай, Кюрякчай, Тертерчай соединяются с Курой. Акеричай, Охчучай и Арпачай на территории Нахчыванской АР, Нахчыванчай, Алинджачай, Гиланчай, Ордубадчай впадают в Аракс.

### Озёра и водохранилища

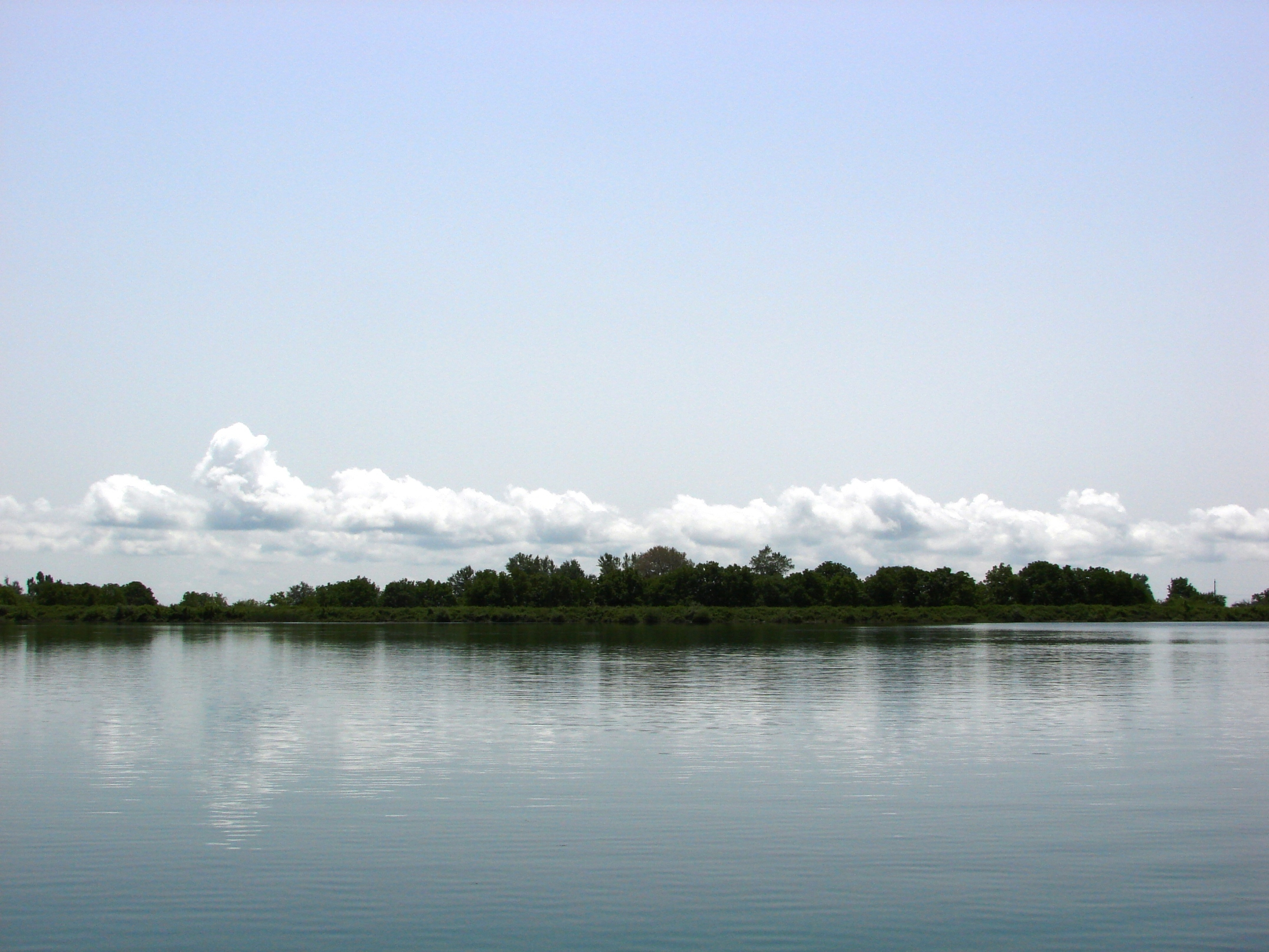
Озеро в Габалинском районе

На территории Азербайджанской Республики имеются около 250 озёр с пресной и солёной водой, отличающиеся по условиям питания и образования. Из них можно назвать ледниковое по происхождению Туфангёль (ледникового происхождения находятся в горах Большого и Малого Кавказа). На северо-восточном склоне хребта Муровдаг расположена группа озёр обвально-запрудного происхождения: Гёйгёль, Маралгёль, Гарагёль, Батабат. Озера Аггёль, Сарысу, Мехман, Аджигабул появились в результате тектонических опусканий. Наиболее крупные озёра — Гаджикабул (15,5 км²) и Бёюк-Шор (10,3 км²).
В целях регулирования течения рек созданы более 60 водохранилищ с общим объёмом в 19 млрд м³ и полезным объёмом в 10 млрд м³. Наиболее значительные из них Мингечевирское водохранилище (общий объём составляет 16 млн м³), Араксинский водораздел (1 млрд 350 млн м³), Шемкирская ГЭС (2 млрд 670 млн м³).

### Каналы
Действуют Карабахский оросительный канал, Самур-Апшеронский канал, Ширванский оросительный канал, оросительный канал Тахтакёрпю — Джейранбатан.
Ширванский оросительный канал расположен в Гаджигабульском районе. Введён в эксплуатацию в 1958 году. Является вторым крупным в Азербайджане. Канал имеет земляное русло. Обеспечивает водой 112 тысяч гектаров посевных площадей и водой – населенные пункты 8 районов, расположенных на Ширванской равнине. Канал начинается от Мингечевирского водохранилища. Протяжённость канала составляет 122 км. Производительность — 78 м3 в секунду. Канал имеет земляное русло. Водные потери канала составляют около 30 %. В апреле 2024 года начата реконструкция канала. В ходе реконструкции протяжённость канала будет увеличена до 204 км. Производительность будет увеличена до 180 м3 в секунду. Будет создано бетонное русло. Канал будет протянут до озера Аджикабул. Водоснабжение после реконструкции охватит 230 тысяч гектаров посевных площадей. Окончание реконструкции запланировано на 2027 год.
Протяжённость канала Тахтакёрпю — Джейранбатан составляет 110 км. Глубина – 4 м, ширина на дне – 2,1 м. На канале построено 200 гидротехнических установок.

## Ущерб от оккупации
За период Первой карабахской войны разрушено 10 водохранилищ, 1 200 км оросительных каналов. Загрязнены водоёмы. Ведётся восстановление водной инфраструктуры.